# Нестерово (Раменский район)
Не́стерово — деревня в Раменском муниципальном округе Московской области. Население — 350 чел. (2010).

## Название
В 1577 году упоминается как деревня Кривандинская, имевшая Нестеров конец, в конце XVIII века уже вся деревня называется Нестерова. С XIX века закрепилось наименование Нестерово. Название Нестерово связано с календарным личным именем Нестор.

## География
Деревня Нестерово расположена в юго-западной части Раменского муниципального округа, примерно в 18 км к юго-западу от города Раменское. Высота над уровнем моря 142 м. В 1 км к северо-западу от деревни протекает река Нищенка. В деревне 1 улица — Советская. Ближайший населённый пункт — деревня Панино.

## История
В 1926 году деревня являлась центром Нестеровского сельсовета Салтыковской волости Бронницкого уезда Московской губернии.
С 1929 года — населённый пункт в составе Бронницкого района Коломенского округа Московской области. 3 июня 1959 года Бронницкий район был упразднён, деревня передана в Люберецкий район. С 1960 года в составе Раменского района.
До муниципальной реформы 2006 года деревня входила в состав Ганусовского сельского округа Раменского района.

## Образование
В деревне расположен один детский сад :
- МДОУ Детский сад №32[8]

## Население
| 1926 | 2002 | 2010 |
| ---- | ---- | ---- |
| 231  | ↗326 | ↗350 |

В 1926 году в деревне проживало 231 человек (108 мужчин, 123 женщины), насчитывалось 50 хозяйств, из которых 49 было крестьянских. По переписи 2002 года — 326 человек (159 мужчин, 167 женщин).